# Phare de Gotska Sandön
Le phare de Gotska Sandön (en suédois : Gotska Sandöns fyr) est un phare situé sur l'île de Gotska Sandön au nord de l'île de Gotland, appartenant à l'unique commune de Gotland, dans le Comté de Gotland (Suède).
Le phare de Gotska Sandön est inscrit au répertoire des sites et monuments historiques par la Direction nationale du patrimoine de Suède .

## Histoire
Ce phare a été érigé sur l'extrémité nors-ouest de l'île qui est inhabitée. Le phare actuel est l'une de deux tours jumelles construites sur l'île. Elles étaient les premiers phares construits par Gustaf von Heidenstam (en), qui est devenu un ingénieur de phare célèbre. L'autre tour a été désactivée et enlevée en 1903.
Le phare a été électrifié en 1939. La station a été pourvue en personnel jusqu'à 1969, date à laquelle le phare a été automatisé. Sa lentille de Fresnel de 4e ordre est toujours présente dans la lanterne.
Le service de parc national  maintient un petit accueil aux visiteurs du phare avec des expositions sur l'histoire naturelle de l'île. Le site ouvert, la tour s'ouvre pour s'élever pendant l'été.

## Description
Le phare  est une tour pyramidale de 24 mètres de haut, avec une galerie et une lanterne. Le phare est peint en brun-rouge et le dôme de la lanterne est verdâtre. Il émet, à une hauteur focale de 42 mètres, un éclat blanc toutes les 5 secondes. Sa portée nominale est de 24 milles nautiques (environ 44 km).
Identifiant : ARLHS : SWE-021 ; SV-4072 - Amirauté : C7150 - NGA : 9832 .
|          |
| Le phare |

|             |
| L'intérieur |

### Lien connexe
- Liste des phares de Suède